# Craig Conway
Pour les articles homonymes, voir Conway.
Craig Conway est un footballeur écossais, né le 2 mai 1985 à Irvine en Écosse. Il évolue comme milieu offensif. Après avoir commencé sa carrière avec Ayr United, il s'impose en Scottish Premier League avec Dundee United, club sous les couleurs duquel il remporte en 2010 la Coupe d'Écosse.

## Biographie

### Carrière en club
Craig Conway commence en 2003 sa carrière avec Ayr United en deuxième division puis en troisième division écossaises.

#### Dundee United
Craig Conway signe à Dundee United le 18 avril 2006 pour une durée de trois saisons. Malgré une grave blessure en février 2007, qui l'oblige à achever prématurément sa saison, il s'impose dans l'effectif du club et se fait remarquer en inscrivant deux buts contre Ross County en finale de Coupe d'Écosse en 2010 à Hampden Park.

#### Cardiff City

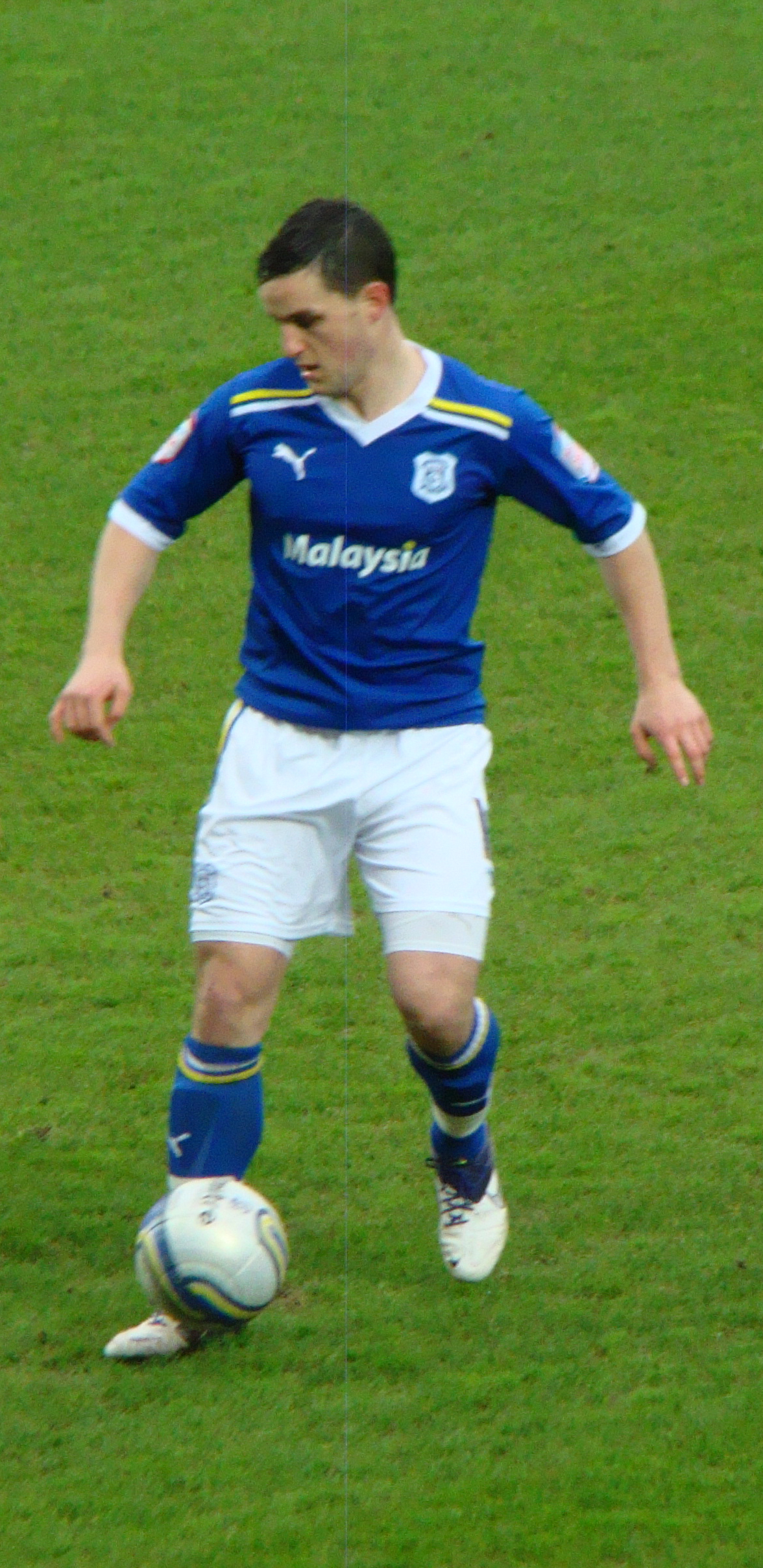
Craig Conway sous les couleurs de Cardiff (21 janvier 2012).

Le 22 juin 2011, il est recruté par Cardiff City pour une durée de trois ans afin de pallier le départ du milieu offensif Chris Burke, malgré un intérêt manifesté par le club écossais des Rangers. Le joueur indique que son choix est motivé par son désir de quitter l'Écosse afin de jauger sa valeur dans le championnat anglais. Il joue son premier match officiel sous ses nouvelles couleurs le 7 août 2011 à l'occasion de la rencontre West Ham-Cardiff City (victoire de Cardiff City 0-1).
Titulaire dès ses débuts pour l'équipe galloise, il enchaîne les bonnes prestations et inscrit plusieurs buts importants pour le club. Mais aux alentours du mois de décembre 2011, il se retrouve peu à peu sur le banc des remplaçants avec la perspective de ne jouer plus que des bouts de matchs. Se mettant toutefois en valeur lors de ses brefs instants de jeu, il retrouve à nouveau sa place dans le onze de départ et convainc par de nouveaux buts. Le 21 janvier 2012, il inscrit ainsi le but de la victoire à la 92e minute de jeu face à Portsmouth (3-2), permettant à Cardiff d'approcher la deuxième place du classement général.
Mais, mi-avril 2012, il subit une blessure aux ligaments de la cheville lors d'un contact avec Jonathan Hogg, milieu de terrain à Watford, blessure qui l'éloigne des terrains pour une durée de trois mois. Il termine finalement sa première saison à Cardiff City en ayant été un titulaire régulier au début de celle-ci et en totalisant un peu mois de 40 matchs joués. Fin juin 2012, celui que ses coéquipiers surnomment « le pitbull » annonce être rétabli et prêt à reprendre l'entraînement. Et, de fait, il joue à nouveau un match officiel avec Cardiff City le 14 août 2012 à l'occasion d'une rencontre de Coupe de la Ligue opposant son équipe à Northampton Town, club de quatrième division.
Il demeure pourtant très peu utilisé dans l'effectif et, à la fin du mois de novembre, ne compte que quatre matchs joués. Pour cette raison, il demande à quitter le club mais Mackay refuse de le laisser partir assurant que Conway fait toujours partie de ses projets.

### Après
Le 13 septembre 2013 il rejoint Brighton en prêt de trois mois.
Le 31 janvier 2014 il rejoint Blackburn Rovers , en deuxième division anglaise.
Le 31 juillet 2020, il rejoint Saint Johnstone.

## Palmarès
Dundee United
- Coupe d'Écosse
  - Vainqueur : 2010
- Coupe de la Ligue
  - Finaliste : 2008

 Blackburn Rovers
- Football League One (D3)
  - Vice-champion : 2018

```
 
St Johnstone
```

- Coupe de la Ligue écossaise
  - Vainqueur : 2021

## Statistiques
Ce tableau représente les statistiques de Craig Conway en carrière, :
| Saison                | Club                  | Championnat           | Championnat | Championnat | Championnat | Coupe(s) nationale(s) | Coupe(s) nationale(s) | Coupe(s) nationale(s) | Compétition(s) continentale(s) | Compétition(s) continentale(s) | Compétition(s) continentale(s) | Compétition(s) continentale(s) | Écosse | Écosse | Écosse | Total | Total | Total |
| Saison                | Club                  | Division              | M.          | B.          | P.d.        | M.                    | B.                    | P.d.                  | Comp.                          | M.                             | B.                             | P.d.                           | M.     | B.     | P.d.   | M.    | B.    | P.d.  |
| 2002-2003             | Ayr United            | D2                    | 1           | 0           | -           | -                     | -                     | -                     | -                              | -                              | -                              | -                              | -      | -      | -      | 1     | 0     | 0     |
| 2003-2004             | Ayr United            | D2                    | 6           | 0           | -           | 2                     | 0                     | -                     | -                              | -                              | -                              | -                              | -      | -      | -      | 8     | 0     | 0     |
| 2004-2005             | Ayr United            | D3                    | 23          | 3           | -           | 5                     | 2                     | -                     | -                              | -                              | -                              | -                              | -      | -      | -      | 28    | 5     | 0     |
| 2005-2006             | Ayr United            | D3                    | 31          | 4           | -           | 4                     | 0                     | -                     | -                              | -                              | -                              | -                              | -      | -      | -      | 35    | 4     | 0     |
| Sous-total            | Sous-total            | Sous-total            | 61          | 7           | -           | 11                    | 2                     | -                     | -                              | -                              | -                              | -                              | -      | -      | -      | 72    | 9     | 0     |
| 2006-2007             | Dundee United         | D1                    | 30          | 0           | 1           | 4                     | 0                     | 0                     | -                              | -                              | -                              | -                              | -      | -      | -      | 34    | 0     | 1     |
| 2007-2008             | Dundee United         | D1                    | 15          | 1           | 3           | 4                     | 1                     | 0                     | -                              | -                              | -                              | -                              | -      | -      | -      | 19    | 2     | 3     |
| 2008-2009             | Dundee United         | D1                    | 36          | 5           | 5           | 6                     | 0                     | 0                     | -                              | -                              | -                              | -                              | -      | -      | -      | 42    | 5     | 5     |
| 2009-2010             | Dundee United         | D1                    | 33          | 4           | 9           | 9                     | 2                     | 5                     | -                              | -                              | -                              | -                              | 1      | 0      | 0      | 43    | 6     | 14    |
| 2010-2011             | Dundee United         | D1                    | 23          | 0           | 9           | 4                     | 0                     | 0                     | C3                             | 2                              | 0                              | 0                              | 1      | 0      | 0      | 30    | 0     | 9     |
| Sous-total            | Sous-total            | Sous-total            | 137         | 10          | 27          | 27                    | 3                     | 5                     | -                              | 2                              | 0                              | 0                              | 2      | 0      | 0      | 168   | 13    | 32    |
| 2011-2012             | Cardiff City          | Championship          | 31          | 3           | 4           | 7                     | 2                     | 3                     | -                              | -                              | -                              | -                              | 1      | 0      | 0      | 39    | 5     | 7     |
| 2012-2013             | Cardiff City          | Championship          | 25          | 2           | 1           | 1                     | 0                     | 0                     | -                              | -                              | -                              | -                              | 1      | 0      | 0      | 27    | 2     | 1     |
| 2013                  | Cardiff City          | Championship          | 0           | 0           | 0           | 1                     | 0                     | 0                     | -                              | -                              | -                              | -                              | 1      | 0      | 0      | 2     | 0     | 0     |
| Sous-total            | Sous-total            | Sous-total            | 56          | 5           | 5           | 9                     | 2                     | 3                     | -                              | -                              | -                              | -                              | 3      | 0      | 0      | 68    | 7     | 8     |
| 2013                  | Brighton (prêt)       | Championship          | 13          | 1           | 3           | -                     | -                     | -                     | -                              | -                              | -                              | -                              | 2      | 0      | 0      | 15    | 1     | 3     |
| Sous-total            | Sous-total            | Sous-total            | 13          | 1           | 3           | -                     | -                     | -                     | -                              | -                              | -                              | -                              | 2      | 0      | 0      | 15    | 1     | 3     |
| 2014                  | Blackburn             | Championship          | 18          | 4           | 13          | -                     | -                     | -                     | -                              | -                              | -                              | -                              | -      | -      | -      | 18    | 4     | 13    |
| 2014-2015             | Blackburn             | Championship          | 38          | 3           | 10          | 6                     | 1                     | 1                     | -                              | -                              | -                              | -                              | -      | -      | -      | 44    | 4     | 11    |
| 2015-2016             | Blackburn             | Championship          | 28          | 2           | 5           | 2                     | 0                     | 0                     | -                              | -                              | -                              | -                              | -      | -      | -      | 30    | 2     | 5     |
| Sous-total            | Sous-total            | Sous-total            | 84          | 9           | 28          | 8                     | 1                     | 1                     | -                              | -                              | -                              | -                              | -      | -      | -      | 92    | 10    | 29    |
| Total sur la carrière | Total sur la carrière | Total sur la carrière | 361         | 32          | 63          | 55                    | 8                     | 9                     | -                              | 2                              | 0                              | 0                              | 7      | 0      | 0      | 425   | 40    | 72    |